# Loge Scaldis
Loge Scaldis is een vrijmetselaarsloge in de Nederlandse stad Goes (provincie Zeeland) die is opgericht in 2003. Loge 'Scaldis' is een vereniging van leden van de Orde van Vrijmetselaren onder het Grootoosten der Nederlanden, die - op grond van een haar door die Orde verleende constitutiebrief - zelfstandig werkt in Goes. De naam van de loge is de Latijnse benaming voor de rivier de Schelde, de gunstige ligging van Goes nabij de Oosterschelde is van grote invloed geweest op de ontwikkeling van de stad.
De loge kent vandaag de dag (anno 2024) ca. twintig leden, veelal uit Goes maar ook uit andere delen van de provincie. De leden komen daarbij uit alle geledingen van de maatschappij. Wekelijks is er op maandag een logebijeenkomst, waarbij er doorgaans een Open loge is - een rituele bijeenkomst waarbij de aanwezigen formeel gekleed zijn en maçonnieke attributen als schootsvel en handschoenen dragen  - of een comparitie. Bij dit laatste type bijeenkomst wordt een inleiding gegeven over een filosofisch, spiritueel of anderszins interessant onderwerp (in vrijmetselaarsjargon: er wordt een bouwstuk opgeleverd), wat daarna besproken wordt. 
Liefdadigheid speelt een belangrijke rol in de loge, bij de meeste bijeenkomsten wordt rondgegaan met de bedelnap (in vrijmetselaarsjargon 'de tronk') om geld op te halen voor het goede doel. Van 2008 tot 2013 hield de loge elke twee maanden een boekenmarkt waarvan de opbrengst bestemd was voor diverse goede doelen.

## Kenmerken
Het rangnummer van de loge is 295 (tweehonderdvijfennegentig). De onderscheidingskleuren van de loge zijn wit en rood, dit zijn tevens de heraldieke kleuren van Goes zoals ook terug te vinden in de stadsvlag van Goes.
Het zegel van de loge is cirkelvormig en bestaat uit een passer en een winkelhaak binnen een - onderbroken - cirkel,  op op de gestileerde golven van de Schelde.

## Het logegebouw

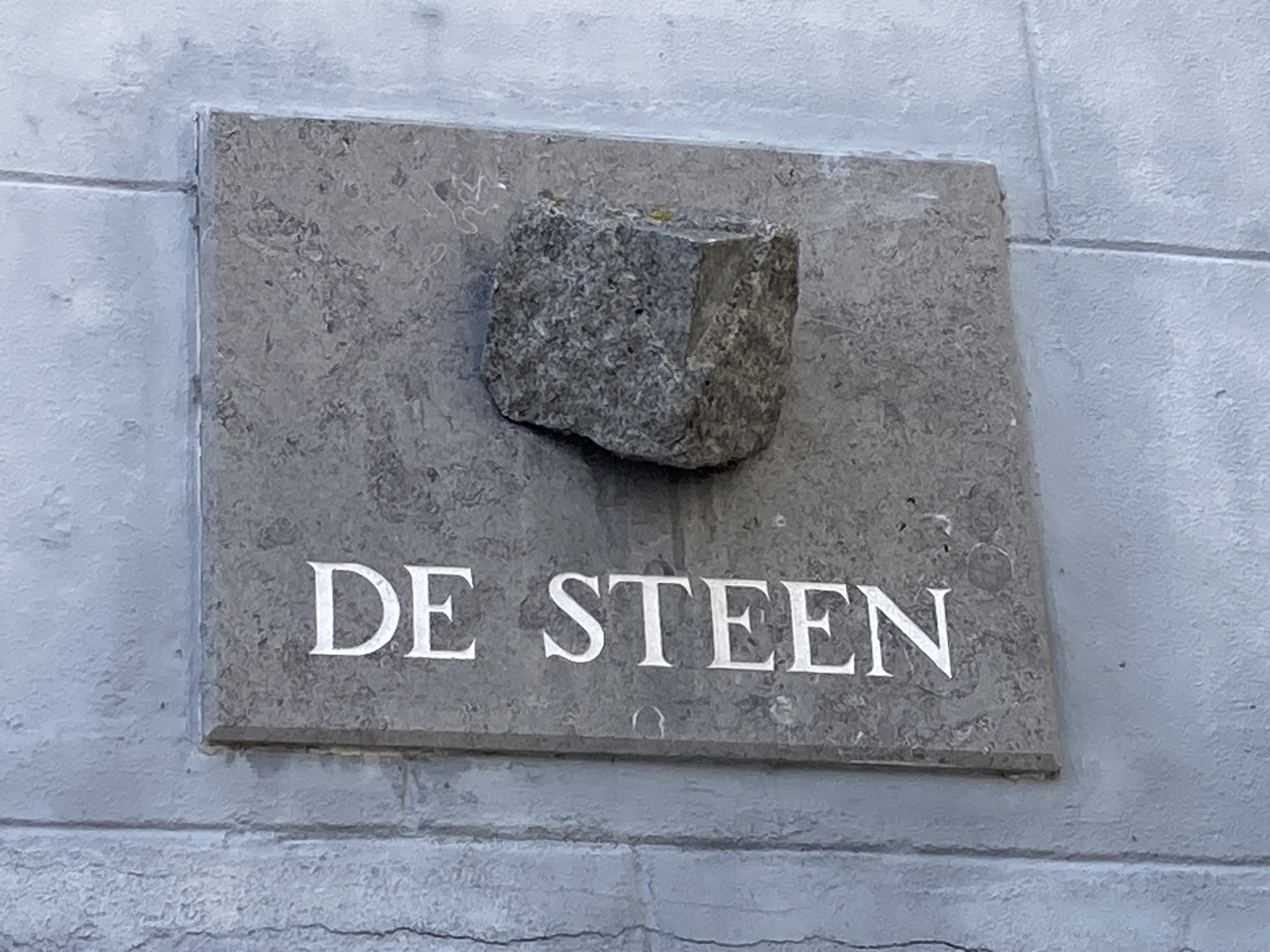
Gevelsteen Beestenmarkt 5

Het logegebouw van loge 'Scaldis' bevindt zich aan de Beestenmarkt no. 5 in Goes. In de 17e en 18e eeuw was in het pand een deel van de Goese Latijnse school gevestigd. In de loop van de 20e eeuw werd het pand gebruikt voor zeer diverse bestemmingen zoals een openbare normaalschool, de brandweerkazerne van Goes en een handel in landbouwartikelen. Naast het logegebouw bevindt zich cultureel centrum 't Beest. 
Met het oog op de aankoop van een eigen gebouw werd op 26 juni 1990 door leden van de toenmalige loge 'De Opgaande Ster' de beheerstichting 'De Steen'  opgericht. Deze stichting wist in 1991 het pand aan de Beestenmarkt te verwerven, met financiële ondersteuning van onder meer de De Veer Stichting en de Stichting Maçonniek Bouwfonds. Het pand is vervolgens in eigen beheer geheel verbouwd en op 22 oktober 1993 ingewijd als logegebouw. In het pand - wat vrijwel volledig gelijkvloers is - bevindt zich een ruime vergaderzaal (in vrijmetselaarsjargon: de voorhof), met daarin tevens een bar (in vrijmetselaarsjargon: de Zevende Graad). Daarnaast is er ook een werkplaats - ook wel tempel genoemd - voor rituele bijeenkomsten en in 2002 is er een bestuurskamer toegevoegd.  
In de hal is een glas-in-loodraam te vinden met in het midden het stadswapen van Goes, en daar omheen de wapens van de omringende steden waar een vrijmetselaarsloge is gevestigd: Bergen op Zoom, Terneuzen, Vlissingen, Middelburg en Zierikzee. Het raam was een geschenk van de gezamenlijke loges uit genoemde steden bij de inwijding van het logegebouw. 
Loge 'Scaldis' houdt sinds haar oprichting haar bijeenkomsten in dit logegebouw. Stichting 'De Steen' is nog steeds eigenaar van het pand en verantwoordelijk voor onderhoud en beheer. Het logegebouw in Goes heet eveneens 'De Steen', boven de voordeur is een gevelsteen met daarin een ruwe steen ingemetseld. De ruwe steen is een bekend maçonniek symbool; elke vrijmetselaar wordt geacht te werken aan zichzelf, en zo van zijn ruwe steen een zuivere kubiek te maken. 

## Geschiedenis van de Vrijmetselarij in Goes

### De eerste loge 'De Opgaande Ster' (1801 - 1823)
De geschiedenis van de vrijmetselarij in Goes begint in de zogeheten Franse Tijd (1794 - 1814).  De Republiek der Zeven Verenigde Nederlanden onder leiding van stadhouder Willem V was ten einde gekomen. Nederland was in 1794 ingelijfd door Frankrijk onder leiding van Napoleon Bonaparte en werd getransformeerd tot een vazalstaat, eerst in de vorm van de Bataafse republiek en in 1806 als het Koninkrijk Holland. In 1810 werd het land geannexeerd en volledig onderdeel van het Franse Keizerrijk.   
Na de Franse Tijd ontstond het Verenigd Koninkrijk der Nederlanden, waarbij de zoon van stadhouder Willem V werd geïnstalleerd als koning Willem I. De tweede zoon van Willem I, prins Frederik, was gedurende 65 jaar (1816 - 1881) grootmeester van de Orde van Vrijmetselaren onder het Grootoosten der Nederlanden.   
In 1801 besloot een zevental Zeeuwse vrijmetselaars tot de oprichting van een loge in Goes, genaamd 'De Opgaande Ster'. De oprichters van de eerste loge onder deze naam waren:  
- Hendrik Speelveld, onder meer baljuw in Goes en tevens aquarellist
- Gerardus Codde, brouwer
- Marinus Hoelands, militair
- Anthonie Noordhoeve,  eveneens militair
- Cornelis van de Vaarde, wijnkoper
- Jan Cornelis Cruque, apotheker
- P. Elsman, ambtenaar

Zij vroegen hiertoe een constitutiebrief aan bij het Grootoosten der Bataafse Republiek, een voorloper van het huidige Grootoosten der Nederlanden. Zij waren allen aanhangers van de patriottenbeweging, die tijdens de nadagen van de Republiek der Zeven Verenigde Nederlanden streefde naar meer democratie en een einde aan de vrijwel absolute macht van Willem V.  
Deze eerste loge onder de naam 'de Opgaande Ster' werd geïnstalleerd op 28 oktober 1801, van de verdere geschiedenis ervan is echter weinig bekend. In 1823 werd de loge opgeheven (in vrijmetselaarsjargon: zij doofde de lichten). De Voorzittend Meester van de loge stuurde de constitutiebrief terug naar het Grootoosten in Den Haag, in het begeleidend schrijven werd vermeld dat er nauwelijks meer leden verschenen op bijeenkomsten. Het archief van de loge werd na de opheffing ervan door een voormalig lid in bewaring genomen, maar na diens overlijden door zijn schoonzoon verbrand omdat men hem er niets voor wilde betalen.  
Het zegel van de eerste (en tweede) loge onder de naam 'De Opgaande Ster' was ovaal en bevatte verschillende maçonnieke symbolen. Van boven naar beneden:
- een zogeheten tetragrammaton, geplaatst in een driehoek
- de passer en winkelhaak
- de zon, de maan (omgeven door zeven sterren) en een vijfpuntige ster (een verwijzing naar de naam van de loge)
- een doodshoofd
- een lam (een oud maçonniek symbool voor reinheid en onschuld)
- een waterpas, troffel, hamer, en een schietlood
- zeven treden van de tempeltrap (naar de tempel van Salomo)

De tent in het midden is vermoedelijk een verwijzing naar het tabernakel, de verplaatsbare tempel welke de Israëlieten meenamen tijdens de Exodus. In de rand van het zegel de naam en zetel van de loge en de afkorting W-K-S, wat staat voor 'Wijsheid, Kracht en Schoonheid', een van de zinspreuken van de vrijmetselarij.
De kleuren van de loge waren eerst rood en groen, later rozerood en groen. De naam 'De Opgaande Ster' is een verwijzing naar de zon, als onderdeel van de lichtsymboliek welke toegepast wordt in de vrijmetselarij.

### De tweede loge 'De Opgaande Ster' (1860 - 1899)

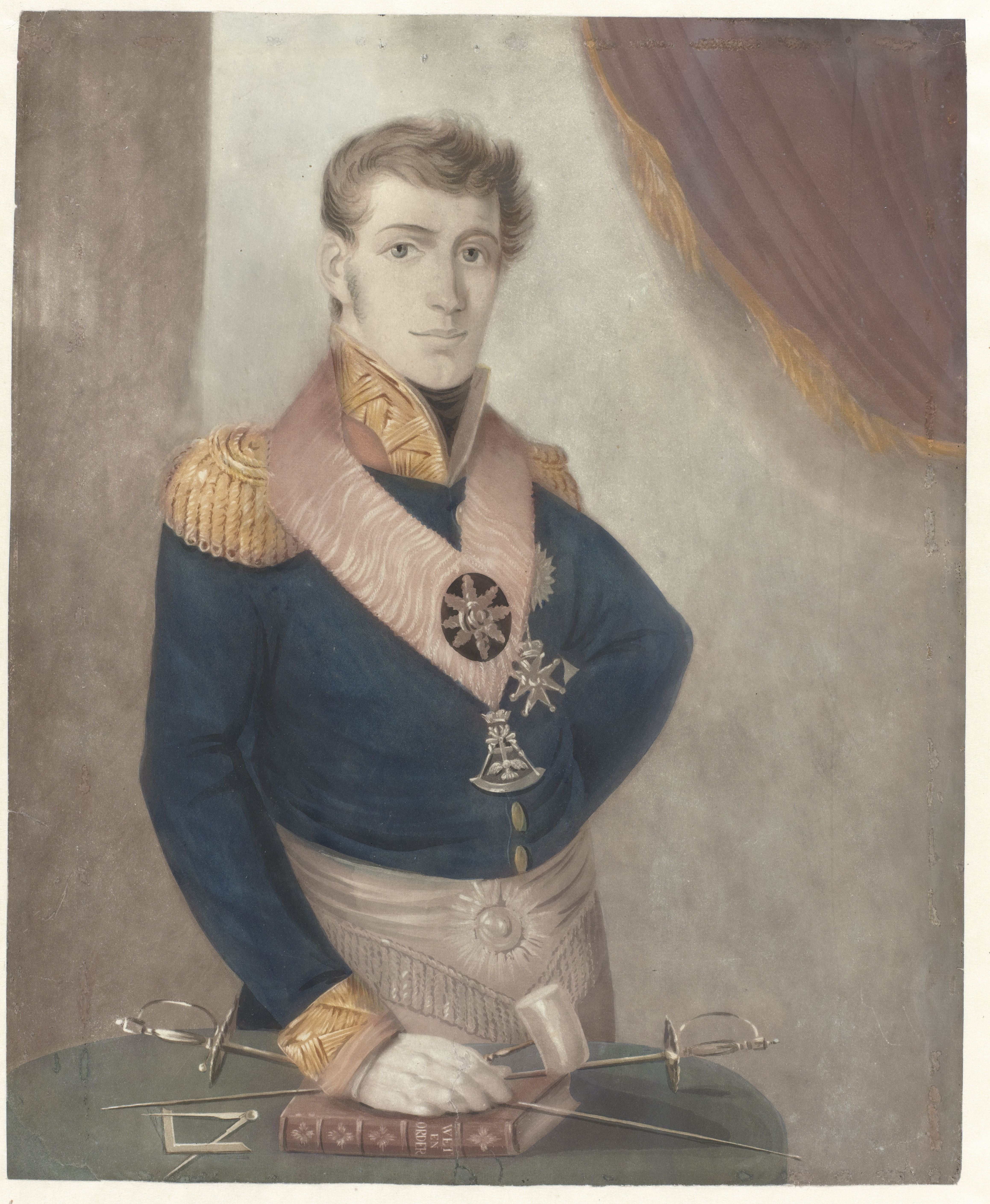
Prins Frederik der Nederlanden als Grootmeester. 1817 (Anoniem, collectie Rijksmuseum)

Zevenendertig jaar later was Nederland getransformeerd in een constitutionele monarchie onder koning Willem III, en de industriële revolutie in Nederland was begonnen. Een elftal vrijmetselaars verzocht aan het hoofdbestuur van de Orde om wederom een loge onder de naam 'De Opgaande Ster' te mogen oprichten in Goes. Dit waren: Otto Verhagen, de broers H.K.D. en J.C.D. van den Bussche, J. Persant Snoep, J.H.C. Kakebeke, C.H. Schotsberg, J. Vereeke, H. Vleugels, F.C. Baarens, A.L. Palen en J.K. van de Kruijsse Pilaar. De meesten van hen waren ondernemers. 
Hun verzoek was gebaseerd op de omstandigheid dat in de voorgaande jaren het aantal vrijmetselaars in Goes aanzienlijk gegroeid was en men een behoorlijke reis moest ondernemen om aan de arbeid in omringende loges deel te kunnen nemen. Door het Grootoosten der Nederlanden - met als grootmeester Prins Frederik - werd op 19 juni 1859 in antwoord op dit verzoek een afschrift verstrekt van de oorspronkelijke constitutiebrief. Op 15 december 1860 vond de installatie van de nieuwe loge plaats in het logement 'De Prins van Oranje' te Goes, in aanwezigheid van een groot aantal vertegenwoordigers van andere loges en hoogwaardigheidsbekleders.
In haar relatief korte bestaan nam de loge - voor die tijd - liberale standpunten in, die soms leidden tot conflicten met het hoofdbestuur van de Orde. Zo ontstond in 1861 een discussie met het hoofdbestuur over de vraag in hoeverre 'atheïsten en materialisten' geschikt waren om vrijmetselaar te worden. Het hoofdbestuur wilde deze uitsluiten, de loge juist niet. Een felle woordenstrijd ontbrandde, waarin de loge zelfs beschuldigd werd van het schenden van de grondwet van de Orde. Ook bij het introduceren van nieuwe rituelen in 1866 vanuit de Orde tekende de loge protest aan tegen het in haar ogen dogmatische karakter ervan met de nadruk op religieuze elementen. In 1869 ten slotte ontstond wederom een discussie met het hoofdbestuur inzake het wel of niet mogen bespreken van sociale vraagstukken in de loge. Dit werd door het hoofdbestuur ongewenst geacht met het oog op de eenheid in de loges, maar door de leden van 'De Opgaande Ster' juist als belangrijk om volledig onderdeel te zijn van de maatschappij.  
In 1876 wist de loge een eigen logegebouw te verwerven aan de Rozemarijnstraat te Goes. Na een aantal rustige jaren overleed echter in 1882 Voorzittend Meester J. Persant Snoep, die de loge twintig jaar had geleid. Na zijn overlijden nam het logebezoek geleidelijk af en ontstonden financiële problemen. Uiteindelijk leidde dit er toe dat 'De Opgaande Ster' na de viering van de zomerzonnewende (in vrijmetselaarsjargon: Zomer Sint Jan) in 1891 vrijwel geen activiteiten meer ontplooide. Op 21 juni 1899 werd de loge opgeheven. Het logegebouw werd verkocht en de resterende gelden werden geschonken aan loge 'L'Inséparable' te Bergen op Zoom, ter financiering van het logegebouw aldaar.
Na het opheffen van de loge werden een aantal bescheiden ervan in bewaring gegeven bij loge 'La Compagnie Durable' te Middelburg. Van deze loge is in 1940 vrijwel de volledige inventaris verloren gegaan bij het bombardement op Middelburg. Begin twintigste eeuw heeft echter een lid van 'La Compagnie Durable' op basis van deze bescheiden een historisch overzicht gemaakt van 'De Opgaande Ster' en dit gepubliceerd in het 'Jaarboekje voor Nederlandsche Vrijmetselaren', editie 1912. Hierdoor is toch het nodige bekend gebleven van de geschiedenis van de loge.

### De derde loge 'De Opgaande Ster' (1983 - 2016)
Eind jaren zeventig van de twintigste eeuw kwam een aantal leden van verschillende Zeeuwse loges, woonachtig in Noord- en Zuid-Beveland af en toe bij elkaar. Dit resulteerde eerst in de vorming een maçonnieke kring (een groep vrijmetselaars die regelmatig bijeenkomt zonder formele status), en uiteindelijk tot het besluit om opnieuw een loge 'De Opgaande Ster'  op te richten in Goes. Begin 1983 werd door een negental vrijmetselaars hiertoe een constitutiebrief aangevraagd bij het Grootoosten der Nederlanden. De aanvragers waren: J.P. Deen, C.M.M. van de Elshoud, J.W. Ensing, J. Goedegebure, W.F. den Herder, H.P.I. de Jonge, J.H.A. Kooning, M. Pik en R.G. Smit. De constitutiebrief werd verleend op 18 juni 1983 en op 22 oktober 1983 vond de installatie van de nieuwe loge plaats in het logegebouw van loge 'L'Amitié sans Fin' in de buurtschap Spui, gemeente Terneuzen. De eerste Voorzittend Meester was de huisarts J.P. Deen.
Aanvankelijk vonden de bijeenkomsten van de loge plaats in gehuurde locaties aan de Turfkade en de Westwal. Men voelde echter steeds meer de noodzaak voor een eigen gebouw en in 1991 werd daartoe het pand aan de Beestenmarkt no. 5 aangekocht.  Dit werd op 22 oktober 1993 ingewijd als logegebouw, een plaquette in de voorhof herinnert hier aan.
De loge leidde aanvankelijk een bloeiend bestaan, met rond de eeuwwisseling ledenaantallen van boven de vijftig. Mede hierom werd er besloten om een tweede loge in Goes op te richten, dit werd loge 'Scaldis'. Nadat beide loges een aantal jaren naast elkaar bestaan hadden, liep het ledenaantal van 'De Opgaande Ster' echter sterk terug en moest zij de lichten doven in 2016.
Het rangnummer van de laatste loge onder de naam 'De Opgaande Ster' was 276 (tweehonderdzesenzeventig). De onderscheidingskleuren van de loge waren rood en groen. Het officiële zegel van de loge was cirkelvormig en bevatte een kubieke steen. Op de zichtbare zijden van de kubiek staat een gans als symbool van de stad Goes, een passer en een winkelhaak, en een zwart-wit geblokte vloer. Dit laatste is eveneens een belangrijk symbool in de vrijmetselarij en staat voor het krachtenspel tussen goed en kwaad. Verwarrender wijs werd overigens in later jaren ook wel het zegel gebruikt van de eerste twee loges onder de naam 'De Opgaande Ster'. Het motto van de loge was de Latijnse tekst 'Esse quam videri', te vertalen als 'beter zijn dan schijnen'.

### Loge 'Scaldis'
Loge 'Scaldis' is ontstaan als een afsplitsing van de derde loge onder de naam 'De Opgaande Ster' te Goes. Medio 2003 diende een twintigtal leden van deze laatste loge een verzoek in bij het Grootoosten der Nederlanden om een nieuwe loge op te mogen richten in Goes onder de naam 'Scaldis'. Hiervoor werd toestemming verleend en de loge werd geïnstalleerd op 13 september 2003. De installatie vond plaats in dorpshuis 'de Vroone' in Kapelle.

## Plaatsen van samenkomst
In onderstaande tabel een overzicht van de plaatsen van samenkomst van de verschillende Goese loges.
| Periode                           | Gebouw                                           | Locatie                                                                     |  |
| --------------------------------- | ------------------------------------------------ | --------------------------------------------------------------------------- |  |
| De eerste loge 'De Opgaande Ster' |                                                  |                                                                             |  |
| 1801-1826                         | 'Koffijhuis op de Groote Markt'                  | Grote Markt                                                                 |  |
| De tweede loge 'De Opgaande Ster' |                                                  |                                                                             |  |
| 1860-1876                         | Logement 'De Prins van Oranje'                   | Nieuwstraat 14. Sinds 1595 herberg en later schouwburg, in 1996 afgebroken. |  |
| 1876-1891                         | Eigen logegebouw                                 | Rozemarijnstraat / begin van de Molendijk.                                  |  |
| De derde loge 'De Opgaande Ster'  |                                                  |                                                                             |  |
| 1983-1985                         | Kerkgebouw Vereniging voor Vrijzinnig Hervormden | Turfkade 1. Rijksmonument, nu in gebruik als woonhuis.                      |  |
| 1985-1993                         | Kerkgebouw Doopsgezinde gemeente Goes            | Westwal 41                                                                  |  |
| 1993-2016                         | Eigen logegebouw 'de Steen'                      | Beestenmarkt 5                                                              |  |
| Loge 'Scaldis'                    |                                                  |                                                                             |  |
| 2003 - heden                      | Eigen logegebouw 'de Steen'                      | Beestenmarkt 5                                                              |  |

## Prominente leden
Enkele prominente leden van de Goese loges, in het bijzonder van de tweede loge onder de naam 'De Opgaande Ster":
- Jan Persant Snoep[6](1815-1882), heel- en vroedmeester te Wolphaartsdijk. In 1837 werd hij benoemd tot heel- en vroedmeester en in 1840 vestigde hij zich als zodanig in Wolphaartsdijk. Hij was lid van het Medisch-Physisch Genootschap 'Vis unita fortior', de Société Médicale d'Emulation de la Flandre Occidentale, het Zeeuwsch Genootschap der Wetenschappen te Middelburg en het Genootschap ter bevordering van de genees- en heelkunde te Amsterdam. Daarnaast was hij onder meer lid van de rederijkerskamer te Heinkenszand. Ingewijd in loge 'L'Inseparable' in Bergen op Zoom was hij medeoprichter van 'de Opgaande Ster', en van 1862 tot zijn dood Voorzittend Meester van de loge.
- J.A.A. (Johannes Adolphus Abraham) Fransen van de Putte (1819-1899), bankier en bestuurder te Goes. Hij was een broer van I.D. (Isaac Dignus) Fransen van de Putte, minister van Koloniën en kort premier van Nederland.[7] Hij was onder meer medefirmant van de firma Fransen van de Putte, werd lid van de gemeenteraad in Goes in 1860 en wethouder in 1865 voor een periode van veertien jaar. In 1868 werd hij lid van Provinciale Staten en in 1879 lid van Gedeputeerde Staten van Zeeland. Hij was in Goes correspondent van de Nederlandsche bank en later bankier. Hij vervulde daarnaast diverse maatschappelijke functies.
- Otto Verhagen[8] (1814-1870), ondernemer en bestuurder te Goes. Eigenaar van de laatste zoutziederij in Goes en stichter van de meekrapfabriek 'Zuid-Beveland' in 1852, waar op industriële schaal meekrap werd verwerkt. Hij was (plaatsvervangend) voorzitter van de Kamer van Koophandel en Fabrieken en actief als bestuurder in diverse maatschappelijke organisaties. Vanaf 1865 was hij gemeenteraadslid, en tevens lid van Provinciale Staten (1850-1853 en 1859-1870). Een markante liberaal, medeoprichter en eerste Voorzittend Meester van 'De Opgaande Ster'
- J.J. (Johannes Jacob) Ochtman (1845-1927), ondernemer en bestuurder te Goes. Hij was een schoonzoon van J.A.A. Fransen van de Putte en actief in de handel in steenkool, landbouwproducten en de oesterteelt. Lid van de gemeenteraad (1882-1885 en 1890-1906) en wethouder van 1885 tot 1890. In 1892 gekozen tot lid van Provinciale Staten. Hij was bestuurder van diverse maatschappelijke organisaties, en in het bijzonder betrokken bij de Goese ambachtsschool. Na zijn overlijden werd door zijn familie het J.J. Ochtmanfonds gesticht wat tot doel had elk jaar aan enkele leerlingen van de ambachtsschool die door hun talent en inzet daarvoor in aanmerking kwamen, een prijs uit te reiken. De Ochtmanprijs bestaat nog steeds en wordt jaarlijks uitgereikt op het Pontes Goese Lyceum in Goes, de rechtsopvolger van de ambachtsschool.

## Voorzittend Meesters
De  voorzittershamer van de loge heet in vrijmetselaarsjargon de Moker des Gezags. In deze lijst een overzicht van de Voorzittend Meesters van de eerste twee loges onder de naam 'De Opgaande Ster'.  
| Van                               | Tot           | Voorzittend Meester         |
| --------------------------------- | ------------- | --------------------------- |
| De eerste loge 'De Opgaande Ster' |               |                             |
| 1801                              | 1804          | onbekend                    |
| 1804                              | ?             | J. Hemelrijk Tak            |
| ?                                 | 1819          | onbekend                    |
| 1819                              | 1823          | François de Keijser         |
| De tweede loge 'De Opgaande Ster' |               |                             |
| juni 1860                         | oktober 1861  | Otto Verhagen               |
| oktober 1861                      | augustus 1862 | vacant                      |
| augustus 1862                     | oktober 1882  | J. Persant Snoep            |
| oktober 1882                      | april 1885    | J.A.A. Fransen van de Putte |
| april 1885                        | 1887          | J.J. Ochtman                |
| 1887                              | 1890          | J.L. van der Pauwert (*)    |
| 1890                              | 1891          | Th. Diehl                   |

(*)  Bijzonderheid is dat J.L. van der Pauwert tegelijkertijd Voorzittend Meester van de Middelburgse loge 'La Compagnie Durable' was. Hij was in de 'De Opgaande Ster' ingewijd en later verhuisd naar Middelburg. Hij werd door de leden van 'de Opgaande Ster' gevraagd om tijdelijk ook als waarnemend Voorzittend Meester van hun loge op te treden. 
Overzichtslijsten van de Voorzittend Meesters van de derde loge onder de naam 'De Opgaande Ster' en loge 'Scaldis' zijn in het bezit van loge 'Scaldis'. 

## Trivia
Enkele wetenswaardigheden:
- Bij de oprichting van de eerste loge onder de naam 'De Opgaande Ster' werd - om onopgehelderde reden - een formeel protest hiertegen ingediend door loge 'La Philantrope' uit Middelburg bij het hoofdbestuur van de Orde. Het hoofdbestuur antwoordde echter dat zij geen reden zag om de constitutiebrief niet te verlenen.
- De aannemer Dirk Dronkers[10] (1801-1881), meer dan veertig jaar lid van de Middelburgse loge 'La Compagnie Durable', kreeg in 1846 als eerste een concessie voor een spoorlijn van Vlissingen naar Maastricht. Hoewel de feitelijke totstandkoming van de spoorweg uiteindelijk buiten hem om is gegaan, wordt hij toch beschouwd als de initiatiefnemer en ook als zodanig geëerd. In 1868 kon voor het eerst Goes vanuit Noord-Brabant per spoor worden bereikt, bij deze gelegenheid werd hij tot erelid van 'De Opgaande Ster' benoemd. In 1872 was de de verbinding doorgetrokken naar Vlissingen. Zowel in Vlissingen als in Goes is een straat naar hem vernoemd.
- Tijdens het bestaan van de derde loge onder de naam 'De Opgaande Ster' werden in Goes ook loges opgericht van de Merkmeesters en de Royal Ark Mariners, twee van de vervolgpaden - ook wel hogere graden genoemd - in de vrijmetselarij. Aan een loge van de Merkmeesters is doorgaans een loge verbonden van de Royal Ark Mariners met dezelfde naam en hetzelfde rangnummer. De loge van de Merkmeesters genaamd 'Delta' met rangnummer 1799 werd op 27 maart 1999 opgericht in Goes, de loge van de Royal Ark Mariners met dezelfde naam volgde op 2 december 2000. Beide loges hielden hun bijeenkomsten in logegebouw 'De Steen' en hadden op het hoogtepunt van hun bestaan ca. 30 leden. In 2020 hebben beide loges gelijktijdig de lichten weer gedoofd.
- De stoelen in de werkplaats van het logegebouw aan de Beestenmarkt zijn afkomstig uit het voormalige gebouw van de Orde van Vrijmetselaren aan de Fluwelen Burgwal in Den Haag, wat in 1856 door Prins Frederik geschonken werd aan de Orde en in 1993 door haar verlaten werd. De tafels in de Voorhof zijn afkomstig uit het voormalig Huis van Bewaring in Middelburg aan de Kousteensedijk, wat in 1993 gesloopt is.
- De eerste Voorzittend Meester van de derde loge onder de naam 'De Opgaande Ster', de huisarts J.P. Deen, verhuisde in 1991 van Goes naar Vlieland. Hier vormde hij later de inspiratiebron voor de televisieserie Dokter Deen van Omroep MAX.

## Appendix
Vrijmetselarij · Beginselen · Geschiedenis · Symbolen · Vrijmetselaarsloge · Ordegrondwet · Obediëntie · Regulariteit en irregulariteit · Ritus · Graden · Grootmeester · Gemengde vrijmetselarij · Para-vrijmetselarij · Antivrijmetselarij · Vrijmetselarij in Nederland · Vrijmetselarij in België